# Ханчали
Ханчали (груз. ხანჩალი) — озеро в Грузии, расположено на территории Ниноцминдского муниципалитета края Самцхе-Джавахети. Название происходит от близлежащего села Диди-Ханчали.
Площадь поверхности озера составляет 13,3 км², длина — 6,5 км, ширина — 2,5 км. Озеро очень мелкое, наибольшая глубина составляет 0,8 м. Высота над уровнем моря составляет 1927,7 м. Объём воды — 0,0064 км³. Площадь водосборного бассейна — 182 км².
Озеро расположено в вулканической котловине неправильной формы на юге Ахалкалакского плато. Береговая линия слабо изрезанная, её коэффициент развития 1,38. Заливов, полуостровов и островов на озере нет. Берега преимущественно низкие, лишь на севере берег немного приподнят. Дно плоское, покрыто плотным слоем ила светло-бурого цвета. Мощность озёрных отложений составляет более 30 м.
На озере много растительности. У берега широкой полосой произрастает осока. Водная поверхность покрыта стрелолистом, горцем земноводным, рдестом. В озере мало рыбы, но несмотря на это оно используется местными жителями как рыбохозяйственный объект. Обитают форель, голавль, храмуля и быстрянка. Летом на озере множество водоплавающих перелётных птиц.
Питание дождевое, снеговое и грунтовыми водами. Максимальный уровень воды наблюдается в мае, минимум — в конце февраля. Годовые колебания уровня воды составляют около 1 м. С ноября по апрель озеро покрыто слоем льда толщиной до 0,5—0,6 м. Вода зеленоватая, имеет хорошую прозрачность, пригодна для хозяйственных целей. Солёность составляет 110 мг/л.
В озеро впадает множество мелких речек и ручьёв, а вытекает река Агричай (приток Паравани). В непосредственной близости от озера расположен город Ниноцминда, сёла Патара-Ханчали и Диди-Ханчали.